# Buena Park (Kalifornia)
Buena Park – miasto w Stanach Zjednoczonych, w stanie Kalifornia, w hrabstwie Orange. Według spisu ludności przeprowadzonego przez United States Census Bureau, w roku 2010 miasto Buena Park miało 80 530 mieszkańców.